# Liste von Mühlen an der Freiberger Mulde
Die Liste von Mühlen an der Freiberger Mulde gibt eine Übersicht über die historischen Wassermühlen an der Freiberger Mulde und kleineren Zuflüssen unabhängig davon, ob sie noch existieren oder bereits verfallen und abgerissen sind. Es wurden etwa 130 Mühlenstandorte erfasst. Viele Mühlen existieren nicht mehr, einige sind umgebaut und dienen anderen Zwecken.
Zu den Wassermühlen entlang größerer Nebenflüsse der Freiberger Mulde siehe:
- Liste von Mühlen an der Bobritzsch
- Liste von Mühlen an der Gimmlitz
- Liste von Mühlen an der Großen und Kleinen Striegis
- Liste von Mühlen an der Zschopau

Bei Mühlen, die unter Denkmalschutz stehen, kann über die ID-Nummer der jeweilige Denkmaltext aus der sächsischen Denkmalliste aufgerufen werden. Die historische Bedeutung der Mühlen als Einzeldenkmale ergibt sich aus dem Denkmaltext des Landesamts für Denkmalpflege Sachsen.

## Legende
- Bild: zeigt ein Bild der Mühle und gegebenenfalls zusätzlich einen Link zu weiteren Fotos im Medienarchiv Wikimedia Commons.
- Bezeichnung: Name der Mühle und gegebenenfalls Bauwerksname des Kulturdenkmals
- Lage: Ortsteil bzw. Gemarkung sowie Straßenname und Hausnummer. Der Link Karte führt zur Kartendarstellung.
- Datierung: gibt das Jahr der Fertigstellung oder den Zeitraum der Errichtung an.
- Beschreibung: Angabe baulicher und geschichtlicher Einzelheiten, von Denkmaleigenschaften sowie ehemaligen Besitzern oder Bewohnern der Mühle
- ID: Falls die Mühle ein Kulturdenkmal ist, ist hier die ID-Nr. des Landesamts für Denkmalpflege Sachsen angegeben. Ein ggf. vorhandenes Icon  führt zu den Angaben bei Wikidata.

## Liste von Mühlen an der Freiberger Mulde
Die Liste der ehemaligen Mühlen ist entsprechend der örtlichen Lage von der Quelle bis zum Zusammenfluss mit der Zwickauer Mulde gegliedert.
| Bild                                    | Bezeichnung                                                           | Lage                                              | Datierung         | Beschreibung | ID       |
| --------------------------------------- | --------------------------------------------------------------------- | ------------------------------------------------- | ----------------- | --- | -------- |
| Direkt Bild zu diesem Denkmal hochladen | Moldauer Mühle                                                        | Moldava 87 (Karte)                                |                   | ehem. Moldauer Mühle (Mlýn Moldava) am Moldavský potok (Muldenbach), Mahlmühle, Sägewerk und Bäckerei |          |
| Direkt Bild zu diesem Denkmal hochladen | Mittelmühle Moldau (Prostřední mlýn)                                  | Moldava 44 (Karte)                                |                   | ehem. Mittelmühle Moldau (Prostřední mlýn), gegenüber der Kirche, am Moldavský potok (Muldenbach) |          |
| Direkt Bild zu diesem Denkmal hochladen | Grenzmühle Moldau (Hraniční mlýn)                                     | Moldava 62 (Karte)                                |                   | ehem. Grenzmühle Moldau (Hraniční mlýn) am Moldavský potok (Muldenbach) |          |
| Weitere Bilder                          | Alte Mühle Holzhau                                                    | Holzhau, Siedlerweg 6 (Karte)                     | 1805              | ehem. Alte Mühle Holzhau, Getreidemühle mit Bäckerei, von 1915 bis 1960 auch Sägewerk, jetzt Pension und Gaststätte. |          |
| Direkt Bild zu diesem Denkmal hochladen | Mühle Holzhau                                                         | Holzhau, Wiesenweg 3-4 (Karte)                    |                   | ehem. Mühle Holzhau, genaue Lage unklar |          |
| Direkt Bild zu diesem Denkmal hochladen | Mühle Holzhau, Muldentalstraße                                        | Holzhau, Muldentalstraße (Karte)                  |                   | ehem. Mühle Holzhau, später Sägewerk, genaue Lage unklar (wüst) |          |
| Direkt Bild zu diesem Denkmal hochladen | Obere Mühle Rechenberg-Bienenmühle                                    | Rechenberg-Bienenmühle, Alte Straße 90 (Karte)    |                   | ehem. Obere Mühle Rechenberg-Bienenmühle |          |
| Direkt Bild zu diesem Denkmal hochladen | Obere Hofmühle Rechenberg                                             | Rechenberg-Bienenmühle, Am Mühlgraben 7 (Karte)   | 1785              | ehem. Obere Hofmühle Rechenberg; unter Denkmalschutz steht nur: Schlussstein (mit Zunftzeichen) einer ehemaligen Mühle; ortsgeschichtlich von Bedeutung. | 08990932 |
| Direkt Bild zu diesem Denkmal hochladen | Niedere Hofmühle oder Börner-Mühle Rechenberg                         | Rechenberg-Bienenmühle, Am Mühlgraben 2 (Karte)   | 1886              | ehem. Niedere Hofmühle oder Börner-Mühle Rechenberg; ehemalige Mühle und Bäckerei des Rittergutes (ohne Anbauten); regionaltypischer, lang gestreckter Fachwerkbau, baugeschichtlich und ortsgeschichtlich von Bedeutung. | 08990790 |
| Weitere Bilder                          | Bienenmühle                                                           | Rechenberg-Bienenmühle, Bahnhofstraße 5-7 (Karte) |                   | ehem. Bienenmühle, jetzt Möbelfabrik Bienenmühle Möbel GmbH |          |
| Direkt Bild zu diesem Denkmal hochladen | Niedermühle Clausnitz, Dorfstraße 3                                   | Clausnitz, Dorfstraße 3 (Karte)                   |                   | ehem. Niedermühle Clausnitz |          |
| Direkt Bild zu diesem Denkmal hochladen | Ölmühle Nassau                                                        | Nassau, bei Mühlenweg 3 (Karte)                   |                   | ehem. obere Ölmühle Nassau |          |
| Direkt Bild zu diesem Denkmal hochladen | Ölmühle Nassau                                                        | Nassau, Ölmühle 9 (Karte)                         |                   | ehem. untere Ölmühle Nassau, auch Walkmühle |          |
|                                         | Holzstoff- und Pappenfabrik Mulda                                     | Mulda/Sa., Talstraße 2 (Karte)                    |                   | ehem. Holzstoff- und Pappenfabrik Mulda, Holzschleiferei, nach 1990 abgerissen, jetzt Logistikzentrum Zenner |          |
| Direkt Bild zu diesem Denkmal hochladen | Säge- und Hobelwerk Gebr. Scheinpflug Mulda                           | Mulda/Sa., Frauensteiner Straße 22 (Karte)        | 1889              | urspr. Mühle, später Säge- und Hobelwerk Gebr. Scheinpflug Mulda; Sägewerk; westlicher Gebäudeteil Putzbau mit markanter Giebelfront, daran anschließender östlicher Teil eingeschossig mit verbrettertem Drempel, von ortsgeschichtlicher und technikgeschichtlicher Bedeutung. | 09209230 |
| Direkt Bild zu diesem Denkmal hochladen | Sägemühle Mulda                                                       | Mulda/Sa., Frauensteiner Straße 18 (Karte)        |                   | ehem. Sägemühle Mulda |          |
| Direkt Bild zu diesem Denkmal hochladen | Hofmühle oder Ölmühle Mulda                                           | Mulda/Sa., Frauensteiner Straße 16 (Karte)        | 1828              | ehem. Hofmühle oder Ölmühle Mulda; Mühlengebäude über winkligem Grundriss und Scheune eines Mühlenanwesens; Gebäudeensemble in Fachwerkbauweise, von ortsgeschichtlicher und technikgeschichtlicher Bedeutung, guter Originalzustand. | 09209231 |
| Direkt Bild zu diesem Denkmal hochladen | Große Mühle Mulda                                                     | Mulda/Sa., Straße zum Neubaugebiet 2 (Karte)      | 1878              | ehem. Große Mühle Mulda, später Sägemühle, jetzt Hotel und Gaststätte; Mühle; stattlicher Putzbau, ortsgeschichtlich und technikgeschichtlich von Bedeutung. | 09209215 |
| Direkt Bild zu diesem Denkmal hochladen | Brettschneide- und Lohmühle Mulda                                     | Mulda/Sa., Saydaer Straße 5 (Karte)               | 1878              | ehem. Brettschneide- und Lohmühle Mulda, jetzt Mühlenbau Schumann in Mulda. |          |
| Weitere Bilder                          | Brett- und Lohmühle Schönlebe; Sägewerk Drechsel Mulda                | Mulda/Sa., Hauptstraße 91a (Karte)                | 1880              | Historisches Sägewerk, ehem. Brett- und Lohmühle Schönlebe; Sägewerk Drechsel Mulda, technisches Denkmal; Sägewerksgebäude mit Anbauten und vorgelagertem Rundholzplatz, Nebengebäude, Schornstein und technischer Ausstattung (u. a. Turbine, Dampfmaschine, Kesselanlage, Motor, Transmissionsanlage, drei Sägegatter sowie weitere Holzverarbeitungsmaschinen), Wehranlage und Mühlgraben (Ober- und Untergraben); straßenbildprägender Fachwerk-Bau mit originalem Ziegel-Schornstein, authentisch und weitgehend funktionsfähig erhaltenes Ensemble von ortsgeschichtlicher und großer technikgeschichtlicher Bedeutung sowie als Schauanlage von großem Erlebnis- und Erinnerungswert, dokumentiert den Stand der Holzverarbeitungstechnik aus den 1920er bis 1930er Jahren, aufgrund des nahezu vollständigen Überlieferungszustandes von Seltenheitswert. | 09209195 |
|                                         | Randecker Mühle                                                       | Mulda/Sa., Chemnitzer Straße 3 (Karte)            | 2. Hälfte 19. Jh. | ehem. Randecker Mühle, Ölmühle Randeck am Dorfbach. Ehemalige Mühle (später Gasthof mit Sägewerk); lang gestreckter Fachwerkbau mit Walmdach, ortsgeschichtlich und technikgeschichtlich von Bedeutung. | 09209207 |
|                                         | Böhms-Mühle Randeck                                                   | Mulda/Sa., Chemnitzer Straße 6 (Karte)            | um 1840           | ehem. Böhms-Mühle; Mühlengebäude mit Seitenflügel; stattlicher Fachwerkbau mit hohem Krüppelwalmdach, baugeschichtlich, ortsgeschichtlich und technikgeschichtlich von Bedeutung. | 09209206 |
| Direkt Bild zu diesem Denkmal hochladen | Richtermühle Randeck                                                  | Mulda/Sa., Chemnitzer Straße 15 (Karte)           |                   | ehem. Richtermühle Mulda am Dorfbach, jetzt Möbelfabrik Totterwitz Sitzmöbel GbR |          |
| Direkt Bild zu diesem Denkmal hochladen | Winkelmühle Randeck                                                   | Mulda/Sa., Alte Poststraße 6; 7 (Karte)           | 1750              | ehem. Winkelmühle Randeck; Wohnstallhaus (Nr. 6) und Seitengebäude (Nr. 7) eines ehemaligen Mühlenanwesens; beide Gebäude heute Wohnhäuser, Wohnstallhaus stattlicher Fachwerkbau mit hohem Krüppelwalmdach, baugeschichtlich und ortsgeschichtlich von Bedeutung. | 09209211 |
| Direkt Bild zu diesem Denkmal hochladen | Straußmühle Lichtenberg                                               | Lichtenberg/Erzgeb., Muldaer Straße 28 (Karte)    | 1863              | ehem. Straußmühle Lichtenberg; unter Denkmalschutz steht nur: Innungsstein der Straußmühle; von ortsgeschichtlicher Bedeutung. | 08980360 |
| Direkt Bild zu diesem Denkmal hochladen | Wenzelmühle Weigmannsdorf                                             | Weigmannsdorf, Hauptstraße 107; 108 (Karte)       | 18. Jh.           | ehem. Wenzelmühle oder Lange Mühle Weigmannsdorf, später Holzschleiferei; Mühle mit Wohnhaus (Nr. 108), Seitengebäude (Nr. 107), weiteres Seitengebäude und zwei Scheunen sowie zwei Schleifsteine der späteren Holzschleiferei; prächtige Hofanlage mit bildprägenden Fachwerk-Gebäuden, baugeschichtlich, ortsgeschichtlich und technikgeschichtlich von Bedeutung. | 08980363 |
| Direkt Bild zu diesem Denkmal hochladen | Talmühle Weigmannsdorf, Talmühle 1                                    | Weigmannsdorf, Talmühle 1 (Karte)                 |                   | ehem. Talmühle Weigmannsdorf, Talmühle 1 |          |
| Direkt Bild zu diesem Denkmal hochladen | Alte Schleiferei Lichtenberg                                          | Lichtenberg/Erzgeb., Dorfstraße 1 (Karte)         |                   | ehem. Alte Schleiferei Lichtenberg |          |
| Direkt Bild zu diesem Denkmal hochladen | Mühle Berthelsdorf                                                    | Berthelsdorf/Erzgeb., Mühlenweg 5 (Karte)         | Mitte 19. Jh.     | ehem. Mühle Berthelsdorf, später Limonadenfabrik Gretel Krause; ehemaliges Fabrikgebäude (später Wohnhaus); zeit- und landschaftstypischer Bau, baugeschichtlich und ortsgeschichtlich von Bedeutung, vermutlich abgerissen. | 09208704 |
| Direkt Bild zu diesem Denkmal hochladen | Krönert-Mühle Berthelsdorf                                            | Berthelsdorf/Erzgeb., Mühlenweg 1-2 (Karte)       |                   | ehem. Krönert-Mühle Berthelsdorf |          |
| Direkt Bild zu diesem Denkmal hochladen | Mühle Weißenborn                                                      | Weißenborn/Erzgeb., Fabrikstraße (Karte)          |                   | ehem. Mühle, später Papierfabrik Weißenborn, genaue Lage unklar |          |
|                                         | Alte Mühle Weißenborn                                                 | Weißenborn/Erzgeb., Freiberger Straße 3 (Karte)   | um 1800           | ehem. Alte Mühle Weißenborn; Mühle (später Werkschule); weitgehend authentisch erhaltenes Mühlengebäude mit baugeschichtlicher, ortsgeschichtlicher und technikgeschichtlicher Bedeutung. | 09209127 |
| Direkt Bild zu diesem Denkmal hochladen | Langenrinnesche Mühle oder Schubertmühle Weißenborn                   | Weißenborn/Erzgeb., Freiberger Straße 41 (Karte)  | 2. Hälfte 18. Jh. | ehem. Langenrinnesche Mühle oder Schubertmühle von Langenrinne am Wernergraben; Mühle; bildprägender Fachwerkbau von baugeschichtlicher, ortsgeschichtlicher und technikgeschichtlicher Bedeutung. | 09209117 |
| Direkt Bild zu diesem Denkmal hochladen | Alter Hammer Weißenborn                                               | Weißenborn/Erzgeb. (Karte)                        |                   | ehem. Alter Hammer Weißenborn, genaue Lage unklar |          |
| Direkt Bild zu diesem Denkmal hochladen | Pulvermühle Rosine                                                    | Zug, Saugrundweg (Karte)                          |                   | ehem. Pulvermühle und Lederwalke Rosine |          |
| Direkt Bild zu diesem Denkmal hochladen | Obere Pulvermühle Zug                                                 | Zug, An der Pulvermühle (Karte)                   |                   | ehem. Obere Pulvermühle Zug, genaue Lage unklar |          |
| Direkt Bild zu diesem Denkmal hochladen | Niedere Pulvermühle Zug                                               | Zug, Pulvermühlenweg (Karte)                      |                   | ehem. Niedere Pulvermühle Zug, Pulvermühlenweg, genaue Lage unklar |          |
| Weitere Bilder                          | Münzstätte Muldenhütten Freiberg                                      | Freiberg, Hüttenstraße (Karte)                    | 1887              | ehem. Muldenhütten (Sachgesamtheit mit zahlreichen Einzeldenkmalen). Münze; Putzbau mit zeittypischer Gliederung und betontem Mittelrisalit, von ortshistorischer Bedeutung sowie Schmiede; trotz baulicher Veränderungen denkmalwürdig als wichtiger Bestandteil der historischen Gesamtanlage (u. a. erstes sächsisches Zylindergebläse), bergbaugeschichtlich und ortsgeschichtlich von Bedeutung, seit 2019 zugehörig zur Kernzone des UNESCO-Welterbes »Montanregion Erzgebirge/Krušnohoří«. | 08991553 |
| Direkt Bild zu diesem Denkmal hochladen | Sensenhammer-Mühle Freiberg                                           | Freiberg (Karte)                                  |                   | ehem. Sensenhammer-Mühle Freiberg, genaue Lage unklar (wüst) |          |
| Direkt Bild zu diesem Denkmal hochladen | Obere Ratsmühle Freiberg                                              | Freiberg, Oberes Muldental 8 (Karte)              |                   | ehem. Obere Ratsmühle Freiberg |          |
| Weitere Bilder                          | Papiermühle Freiberg                                                  | Freiberg, Oberes Muldental 1, 5 und 7 (Karte)     |                   | ehem. Papiermühle Freiberg, später Papierfabrik Freiberg Schmidt & Mehner (Muldentalwerk) |          |
| Weitere Bilder                          | Hammermühle oder Thieles Hammer Freiberg                              | Halsbach, Unteres Muldental 2 (Karte)             | 1739              | ehem. Hammermühle, später Hammerwerk Thieles Hammer Freiberg, ehem. Wassermühle, zeitweilig auch als Sägemühle betrieben, jetzt Wohnhaus; Hammerherrenhaus und Wohnhaus eines ehemaligen Hammerwerks; Herrenhaus Putzbau mit hohem Walmdach und seitlichem Giebel, Wohnhaus Obergeschoss Fachwerk, als eine der größten sächsischen Hammerwerke des ausgehenden 17. bzw. 18. Jahrhunderts von singulärer industriegeschichtlicher Bedeutung, darüber hinaus von baugeschichtlichem und ortsgeschichtlichem Wert. | 09200978 |
|                                         | Davider Wäsche Freiberg                                               | Freiberg, Unteres Muldental 3 (Karte)             | um 1855           | ehem. Davider Wäsche Freiberg. Einzeldenkmale der Sachgesamtheit Davidschacht (ID-Nr. 09304659): zwei Produktionsgebäude und unteres Erzbahntunnelmundloch; zwei gegenüber stehende Gebäude auf dem Betriebsgelände des ehem. VEB Rohpappen gelegen, ersteres lang gestreckt, mit Krüppelwalmdach, Sandsteingewänden und Segmentbogenportal (bez. 1830), zweites kürzer, aber mit ähnlicher Kubatur (um 1855), seit der Mitte des 19. Jahrhunderts Teil der Erzwäsche für die im Davidschacht ausgeförderten Erze, bergbaugeschichtlich bedeutend, seit 2019 zugehörig zur Pufferzone des UNESCO-Welterbes »Montanregion Erzgebirge/Krušnohoři«. | 09200984 |
| Weitere Bilder                          | Fuchsmühle oder Röllingsche Mühle, auch Mittlere Ratsmühle Halsbrücke | Conradsdorf, Fuchsmühle 1 (Karte)                 | 1908              | ehem. Mühle; Mühle (spätere Fabrik) und Mühlgraben; Zeugnis für die Wirtschaftsweise vergangener Zeiten, ortsgeschichtlich und technikgeschichtlich von Bedeutung, seit 2019 zugehörig zur Pufferzone des UNESCO-Welterbes »Montanregion Erzgebirge/Krušnohoři«. | 08985350 |
| Direkt Bild zu diesem Denkmal hochladen | Ratsmühle oder Niedere Ratsmühle Freiberg                             | Tuttendorf, Ratsmühlenweg 9 (Karte)               | Mitte 19. Jh.     | ehem. Ratsmühle oder Niedere Ratsmühle Freiberg; Mühlengebäude, Mühlgraben und Brücke eines ehemaligen Mühlenanwesens; gehörte dem Rat in Freiberg, baugeschichtlich von Bedeutung, für die Ortsgeschichte wertvolles Zeugnis der Wirtschaftsweise vergangener Zeiten, seit 2019 zugehörig zur Pufferzone des UNESCO-Welterbes »Montanregion Erzgebirge/Krušnohoři«. | 08985259 |
| Direkt Bild zu diesem Denkmal hochladen | Sandmühle Halsbrücke                                                  | Halsbrücke, August-Bebel-Straße 14 (Karte)        |                   | ehem. Sandmühle Halsbrücke |          |
| Direkt Bild zu diesem Denkmal hochladen | Mühle am Isaak Rothenfurth                                            | Rothenfurth, Isaak 8B (Karte)                     |                   | ehem. Mühle am Isaak in Rothenfurth |          |
| Direkt Bild zu diesem Denkmal hochladen | Rothenfurther Mühle                                                   | Rothenfurth, Hauptstraße 1 (Karte)                |                   | ehem. Rothenfurther Mühle, später Pappenfabrik |          |
| Direkt Bild zu diesem Denkmal hochladen | Mühle Hohentanne                                                      | Hohentanne (Karte)                                |                   | ehem. Mühle Hohentanne, genaue Lage unklar (wüst) |          |
| Direkt Bild zu diesem Denkmal hochladen | Ölmühle Paul Hubricht Kleinvoigtsberg                                 | Kleinvoigtsberg, An der Wäsche 1 (Karte)          |                   | ehem. Ölmühle Paul Hubricht Kleinvoigtsberg, genaue Lage unklar |          |
| Direkt Bild zu diesem Denkmal hochladen | Erzwäsche Obergruna                                                   | Kleinvoigtsberg, Bergmannweg 10 (Karte)           | 1909              | ehem. Erzwäsche Obergruna der Sachgesamtheit Gesegnete Bergmanns Hoffnung Fundgrube (ID-Nr. 09201255), jetzt Villa Rotschönberg. Einzeldenkmale der Sachgesamtheit Gesegnete Bergmanns Hoffnung Fundgrube: ehemalige Erzwäsche und spätere Pappenfabrik; Bestandteil eines gut erhaltenen historischen Bergbauensembles, außergewöhnlich großer, sehr breit gelagerter Bau, bergbaugeschichtlich und industriegeschichtlich von Bedeutung, seit 2019 zugehörig zur Pufferzone des UNESCO-Welterbes »Montanregion Erzgebirge/Krušnohoři«. | 09201142 |
| Direkt Bild zu diesem Denkmal hochladen | Buschmühle Obergruna                                                  | Obergruna (Karte)                                 |                   | ehem. Buschmühle Obergruna, genaue Lage unklar (wüst) |          |
| Direkt Bild zu diesem Denkmal hochladen | Hammerwerk Obergruna                                                  | Obergruna, Hammer 1 (Karte)                       | 1853-1860         | ehem. Hammerwerk Obergruna, später Gießerei Münzner, jetzt Hofmeister Maschinen- und Stahlbau GmbH Obergruna. Ehemalige Eisengießerei, Bürogebäude, Nebengebäude mit Uhrenturm und Tor der Gießerei Münzner; ehemaliger unterer Hammer des Obergrunaer Eisenhammerwerkes, ab 1836 Maschinenfabrik Familie Münzner, technisches Denkmal und ortshistorische Bedeutung, seit 2019 zugehörig zur Pufferzone des UNESCO-Welterbes »Montanregion Erzgebirge/Krušnohoři«. | 09201140 |
| Direkt Bild zu diesem Denkmal hochladen | Amtsmühle Obergruna                                                   | Obergruna, Dorfstraße (Karte)                     |                   | ehem. Amtsmühle Obergruna, abgerissen, es existiert nur noch das Wohnhaus, Dorfstraße 87 |          |
| Direkt Bild zu diesem Denkmal hochladen | Mühle Bieberstein                                                     | Bieberstein, Am Zollhaus 6 (Karte)                |                   | ehem. Mühle Bieberstein, |          |
| Direkt Bild zu diesem Denkmal hochladen | Papierfabrik Reinsberg                                                | Reinsberg, Muldenweg 1; 3                         | um 1800           | ehem. Mühle Reinsberg, später Papierfabrik Reinsberg; unter Denkmalschutz steht nur: Drei Mahlholländer, Papiermaschine (Fa. Golzern), Leonardsatz zur Gleichstromerzeugung und Rotationsschneider (Fa. Haubold) einer Papierfabrik; industriegeschichtliche Bedeutung. | 09201483 |
| Direkt Bild zu diesem Denkmal hochladen | Steyermühle Siebenlehn                                                | Siebenlehn, Steyermühle 1-3 (Karte)               |                   | ehem. Steyermühle Siebenlehn, später Steingutfabrik von C. L. Steyer, jetzt Lederett GmbH |          |
| Direkt Bild zu diesem Denkmal hochladen | Beiermühle Siebenlehn                                                 | Siebenlehn, Eichholzgasse 28b (Karte)             |                   | ehem. Beiermühle Siebenlehn |          |
| Direkt Bild zu diesem Denkmal hochladen | Eichbusch- oder Eichholzmühle Nossen                                  | Nossen, Eichholzgasse 5 (Karte)                   |                   | ehem. Eichbusch- oder Eichholzmühle Nossen |          |
|                                         | Lederfabrik Nossen                                                    | Nossen, Dresdner Straße 52 (Karte)                |                   | ehem. Mühle Nossen, später Lederfabrik Nossen |          |
| Direkt Bild zu diesem Denkmal hochladen | Obermühle Nossen                                                      | Nossen, Dresdner Straße 58 (Karte)                |                   | ehem. Obermühle Nossen, urspr. Schlossmühle, siehe |          |
|                                         | Mittelmühle Nossen, Zum Kirschberg                                    | Nossen, Zum Kirschberg (Karte)                    |                   | ehem. Mittelmühle Nossen, genaue Lage unklar (wüst) |          |
| Direkt Bild zu diesem Denkmal hochladen | Lederwalke Nossen                                                     | Nossen, Zum Kischberg (Karte)                     |                   | ehem. Walkmühle, später Lederwalke Nossen, genaue Lage unklar (wüst) |          |
| Direkt Bild zu diesem Denkmal hochladen | Rote Mühle Nossen                                                     | Nossen, Fabrikstraße (Karte)                      |                   | ehem. Rote Mühle Nossen, später Papierfabrik, genaue Lage unklar |          |
| Weitere Bilder                          | Klostermühle Nossen                                                   | Nossen, Zellaer Straße 20 (Karte)                 | um 1860           | ehem. Klostermühle Nossen des Klosters Altzella, später Möbelfabrik; Wohnhaus (mit rückwärtigem Anbau) eines Mühlenanwesens; stattlicher Putzbau im Stil des Historismus, besonders der Anbau zum Garten mit schöner, feingliederiger Putzfassade, baugeschichtlich und ortsgeschichtlich von Bedeutung, seit 2019 zugehörig zur Pufferzone des UNESCO-Welterbes »Montanregion Erzgebirge/Krušnohoři«. | 09304215 |
| Direkt Bild zu diesem Denkmal hochladen | Wasserkraftanlage Moritz                                              | Nossen, Zellaer Straße 31 (Karte)                 |                   | Wasserkraftanlage Helmut Moritz |          |
| Direkt Bild zu diesem Denkmal hochladen | Burgmühle Gleisberg                                                   | Gleisberg, Roßweiner Straße 7 (Karte)             |                   | ehem. Burgmühle Gleisberg, abgerissen (wüst), seit 2006 Wasserkraftanlage Burgmühle |          |
| Direkt Bild zu diesem Denkmal hochladen | Teufelsmühle Gleisberg                                                | Gleisberg, Roßweiner Straße 3 (Karte)             |                   | ehem. Teufelsmühle Gleisberg, abgerissen (wüst) |          |
| Direkt Bild zu diesem Denkmal hochladen | Pappenfabrik Gersdorf                                                 | Gersdorf, Erzweg 36 (Karte)                       |                   | ehem. Mühle, Holzschleife, später Pappenfabrik Brodmeyer & Junghanns Gleisberg und Gersdorf |          |
| Weitere Bilder                          | Stadtmühle Roßwein                                                    | Rosswein, Mühlstraße (Karte)                      |                   | ehem. Stadtmühle Rosswein, abgerissen (wüst) |          |
|                                         | Tuch- und Deckenfabrik Krondorf & Metzler Roßwein                     | Roßwein, Stadtbadstraße 40 (Karte)                | 1853              | ehem. Mahl- und Walkmühle Roßwein, später Tuch- und Deckenfabrik Krondorf & Metzler Roßwein; Fabrikkomplex einer Textilfabrik aus zwei Produktionsgebäuden, Kessel- und Maschinenhaus sowie Schornstein, mit technischer Ausstattung; Fabrikanlage der Gründerzeit, als ehemalige Tuchfabrik der Tuchmeister Metzler und Krondorf von ortsgeschichtlicher und industriegeschichtlicher Bedeutung, technikgeschichtlich von besonderem Wert der historische, komplett eingerichtete Websaal u. a. mit einer Hartmann-Krempel und einigen Jacquard-Webstühlen (ältester Webstuhl von 1914), technikgeschichtlich von herausragender Bedeutung die Hanomag-Verbunddampfmaschine von 1911 sowie der zugehörige Hochdruck-Dampfkessel der Fa. Carl Sulzberger & Co. von 1911.                                                                                          | 09206030 |
| Direkt Bild zu diesem Denkmal hochladen | Mühle Troischau                                                       | Roßwein, Troischau (Karte)                        |                   | ehem. Mühle Troischau, genaue Lage unklar |          |
| Direkt Bild zu diesem Denkmal hochladen | Mühle Ullrichsberg                                                    | Roßwein, Ullrichsberg 9 (Karte)                   | um 1930           | ehem. Mühle, später Firma Möbius Ullrichsberg; Fabrik und Transformatorenhäuschen; architektonisch qualitätvoll gestaltete Fabrikanlage, landschaftsprägend an der Freiberger Mulde gelegen, ehemalige Textilfabrik, große Halle mit Sheddächern bekrönt von markantem Turm, ortsgeschichtlich, baugeschichtlich sowie landschaftsprägend von Bedeutung. | 09205871 |
| Direkt Bild zu diesem Denkmal hochladen | Mühle Niederstriegis                                                  | Niederstriegis, Bahnberg (Karte)                  |                   | ehem. Mühle Niederstriegis |          |
| Direkt Bild zu diesem Denkmal hochladen | Mahlitzscher Mühle                                                    | Mahlitzsch, Hermsdorfer Straße 1-4 (Karte)        |                   | ehem. Mahlitzscher Mühle |          |
| Direkt Bild zu diesem Denkmal hochladen | Greußniger Mühle Neugreußnig                                          | Neugreußnig, Neugreußniger Straße 16 (Karte)      |                   | ehem. Greußniger Mühle Neugreußnig |          |
| Direkt Bild zu diesem Denkmal hochladen | Sörmitzer Mühle                                                       | Sörmitz, Am Mühlgraben 19a (Karte)                |                   | ehem. Sörmitzer Mühle, als Getreidemühle betrieben, später auch Öl- und Walkmühle |          |
| Weitere Bilder                          | Getreide- und Walkmühle Döbeln                                        | Döbeln, Oberwerder 1 (Karte)                      | 17. Jh.           | ehem. Getreidemühle Döbeln, später zusätzlich eine Walkmühle errichtet. Mühle und Wohnhaus in offener Bebauung; Mühlengebäude mit sehr alter Bausubstanz, Renaissance-Fenstergewände, zahlreiche Bauveränderungen, technik- und ortsgeschichtlich von Bedeutung. | 09206177 |
| Weitere Bilder                          | Obermühle Döbeln                                                      | Döbeln, Kleine Kirchgasse 19 (Karte)              | 1866              | ehem. Obermühle Döbeln; Wohnhaus mit schönem Portal in halboffener Bebauung und Seitengebäude; schlichter Putzbau aus Bruchsteinen errichtet, originale Fenstergewände, ortsgeschichtlich als ehemalige Obermühle von Bedeutung. | 09206180 |
| Weitere Bilder                          | Staupitzmühle Döbeln                                                  | Döbeln, Ritterstraße 1 (Karte)                    | 1800              | ehem. Staupitzmühle und Ölmühle Döbeln, jetzt Kleinwasserkraftanlage. Alte Mühle (1800) als Mahl-, Säge- und Ölmühle genutzt und Neue Mühle (Getreidesilo, 1892), bis 1976 betrieben; Wohnhaus und Mühle in offener Bebauung; technikgeschichtlich von Bedeutung, original erhaltenes, spätbarockes Wohnhaus mit markantem Schopfwalmdach und Stichbogenportal, ortsgeschichtlich als alte Mühle von Bedeutung, fünfgeschossiger Putzbau (Speicher) auf schmaler Muldeninsel. | 09206040 |
| Weitere Bilder                          | Niedermühle Döbeln                                                    | Döbeln, Theaterstraße 5a (Karte)                  | 1841              | ehem. Niedermühle Döbeln, Getreidemühle; Wohnhaus der ehemaligen Niedermühle; Putzbau mit Putz- und Steingliederungen, ansprechende Türgestaltungen in klassizistischen und biedermeierlichen Formen, ortsgeschichtlich und baugeschichtlich von Bedeutung. | 09306914 |
|                                         | Niederwalkmühle Döbeln                                                | Döbeln, Steigerhausplatz (Karte)                  |                   | ehem. Niederwalkmühle Döbeln, 1936 abgerissen (wüst), genaue Lage unklar. |          |
|                                         | Großbauchlitzer Mühle                                                 | Großbauchlitz (Karte)                             |                   | ehem. Großbauchlitzer Mühle, später Mühlenwerke Moritz Gaitsch und Drahtnagelfabrik Gebr. Wapler, nach Brand 1968 abgerissen, genaue Lage unklar (wüst) |          |
| Direkt Bild zu diesem Denkmal hochladen | Papierfabrik Hermann Ehlert Döbeln                                    | Technitz, Westewitzer Straße 2-4 (Karte)          | um 1850           | ehem. Papierfabrik Hermann Ehlert Döbeln; unter Denkmalschutz steht nur: Fabrikantenwohnhaus; letzter authentisch erhaltener Bestandteil der ehem. Papier- und Pappenfabrik Hermann Ehlert, Putzbau im Stil der Neurenaissance, baugeschichtliche und ortsgeschichtliche Bedeutung. | 09206465 |
| Weitere Bilder                          | Hochwehr Westewitz                                                    | Westewitz (Karte)                                 | 1920er Jahre      | Hochwehr; von technikgeschichtlichem Wert, landschaftsprägende Anlage, singuläre Erscheinung. Das Hochwehr Westewitz wurde 1923 bis 1925 erbaut. Es gehört zum Wasserkraftwerk Klosterbuch. Das Hochwehr liegt an der Freiberger Mulde an der Gemarkungsgrenze von Westewitz (Großweitzschen) und Poselitz (Hartha, Stadt). Seine Spannweite beträgt 53 m, die Höhe ca. 14 m über dem Flussbett. 1992 – 94 erfolgte eine grundlegende Sanierung. Als eines der größten überdachten Hochwehre Europas kommt diesem Bauwerk eine überregionale technikgeschichtliche Bedeutung zu. | 09208803 |
| Direkt Bild zu diesem Denkmal hochladen | Wasserkraftwerk Klosterbuch I                                         | Leisnig, Klosterbuch 41 (Karte)                   | 1923-1925         | Wasserkraftwerk Klosterbuch-Scheergrund unterhalb des Hochwehrs Wetsewitz; Wasserkraftwerk an der Mulde; landschaftsprägender Gebäudekomplex mit Geschichts- und Dokumentationswert, technisches Denkmal. | 08967675 |
| Weitere Bilder                          | Scheergrundmühle                                                      | Leisnig, Scheergrund 1 (Karte)                    |                   | ehem. Scheergrundmühle am Schafbach |          |
| Weitere Bilder                          | Wasserkraftwerk Klosterbuch II                                        | Leisnig, bei Klosterbuch 9 (Karte)                |                   | Wasserkraftwerk am ehem. Kloster Buch, an der Mühleninsel unterhalb des Muldewehrs Klosterbuch |          |
|                                         | Obermühle Leisnig                                                     | Leisnig (Karte)                                   |                   | ehem. Obermühle Leisnig, genaue Lage unklar (wüst) |          |
| Direkt Bild zu diesem Denkmal hochladen | Niedermühle Leisnig                                                   | Leisnig, Fabrikstraße 7 (Karte)                   |                   | ehem. Niedermühle Leisnig, jetzt Wasserkraftwerk Leisnig |          |

## Liste von Mühlen an kleineren Zuflüssen der Freiberger Mulde
Die Liste der ehemaligen Mühlen ist entsprechend der örtlichen Lage von der Quelle bis zur Mündung gegliedert.
| Mühlen am Chemnitzbach und am Voigtsdorfer Bach |                                                     |                                               |                   | |                          |
| Direkt Bild zu diesem Denkmal hochladen         | Obermühle oder Schlesiermühle Friedebach            | Friedebach, Mühlenweg 1 (Karte)               | vor 1618          | ehem. Obermühle oder Schlesiermühle Friedebach am Chemnitzbach; ehemalige Getreidemühle mit winkligem Wohnhaus und Schuppen; gut erhaltener Mühlenkomplex im Dorfzentrum, wohl zur ältesten Bebauung des Ortes gehörend, von großer baugeschichtlicher und ortsgeschichtlicher Bedeutung. | 08991010                 |
| Direkt Bild zu diesem Denkmal hochladen         | Ölmühle Friedebach                                  | Friedebach, Dresdner Straße 188 (Karte)       |                   | ehem. Ölmühle Friedebach am Chemnitzbach |                          |
| Direkt Bild zu diesem Denkmal hochladen         | Mittelmühle oder Kaltofenmühle Friedebach           | Friedebach, Freiberger Straße 8 (Karte)       | 1842              | ehem. Mittelmühle oder Kaltofenmühle Friedebach, jetzt Museum; Mühlentechnik, ehem. Knochenstampfe (Seitengebäude), Bergkeller und Mühlgraben einer Mühle; wichtige technische Anlagen der ehemaligen Öl- und Getreidemühle sowie Gebäude der Knochenstampfe, von großer ortsgeschichtlicher und technikgeschichtlicher Bedeutung. | 08990995                 |
| Direkt Bild zu diesem Denkmal hochladen         | Niedermühle Friedebach                              | Friedebach, Freiberger Straße 19 (Karte)      |                   | ehem. Niedermühle Friedebach am Chemnitzbach, jetzt Sägewerk |                          |
|                                                 | Ölmühle Voigtsdorf                                  | Voigtsdorf, Hauptstraße 274 (Karte)           |                   | ehem. obere Ölmühle Voigtsdorf am Voigtsdorfer Bach |                          |
| Direkt Bild zu diesem Denkmal hochladen         | Obermühle Voigtsdorf                                | Voigtsdorf, Mühlweg 2 (Karte)                 |                   | ehem. Obermühle Voigtsdorf am Voigtsdorfer Bach |                          |
| Direkt Bild zu diesem Denkmal hochladen         | Ölmühle Voigtsdorf                                  | Voigtsdorf, Ölmühlenweg 3 (Karte)             |                   | ehem. untere Ölmühle Voigtsdorf am Voigtsdorfer Bach |                          |
| Direkt Bild zu diesem Denkmal hochladen         | Alte Mühle oder Mittelmühle Voigtsdorf              | Voigtsdorf, Hauptstraße 204 (Karte)           | um 1800           | ehem. Alte Mühle oder Mittelmühle Voigtsdorf am Voigtsdorfer Bach; Mühle; heute Gaststätte und Pension »Alte Mühle«, traditionelles Fachwerkhaus in gutem Originalzustand, von städtebaulicher und baugeschichtlicher Bedeutung. | 09247576                 |
| Direkt Bild zu diesem Denkmal hochladen         | Erlermühle oder Höllengrundmühle Voigtsdorf         | Voigtsdorf, Hauptstraße (Karte)               |                   | ehem. Erlermühle oder Höllengrundmühle Voigtsdorf |                          |
| Direkt Bild zu diesem Denkmal hochladen         | Kleine Mühle Voigtsdorf                             | Voigtsdorf, Dreihäuserweg 6 (Karte)           |                   | ehem. Kleine Mühle Voigtsdorf am Voigtsdorfer Bach |                          |
|                                                 | Ölmühle Dorfchemnitz                                | Dorfchemnitz, Hauptstraße 127 (Karte)         |                   | ehem. Ölmühle Dorfchemnitz am Chemnitzbach |                          |
| Direkt Bild zu diesem Denkmal hochladen         | Obermühle Dorfchemnitz                              | Dorfchemnitz, Oberer Seitenweg 32-32a (Karte) |                   | ehem. Obermühle Dorfchemnitz am Chemnitzbach, genaue Lage unklar |                          |
| Direkt Bild zu diesem Denkmal hochladen         | Mittelmühle Dorfchemnitz                            | Dorfchemnitz, Oberer Seitenweg 16 (Karte)     |                   | ehem. Mittelmühle Dorfchemnitz am Chemnitzbach, genaue Lage unklar |                          |
|                                                 | Wenzelmühle oder Schlossmühle Dorfchemnitz          | Dorfchemnitz, Zur Schlossmühle 5 (Karte)      | um 1880/1900      | ehem. Wenzelmühle oder Schlossmühle Dorfchemnitz am Chemnitzbach; ehemalige Mühle; Putzbau über U-förmigem Grundriss, ortshistorisch und industriegeschichtlich bemerkenswertes Bauwerk. | 09247542                 |
| Weitere Bilder                                  | Hammermühle oder Eisenhammer Dorfchemnitz           | Dorfchemnitz, Hauptstraße 11 (Karte)          | um 1900           | ehem. Eisenhammer Dorfchemnitz am Chemnitzbach; Eisenhammer mit Hammerwerksgebäude einschließlich technischer Ausstattung, Hammerherrenhaus sowie Mühlgraben einschließlich Wehr; authentisch erhaltenes Ensemble von großer industriegeschichtlicher, ortsgeschichtlicher und technikgeschichtlich Bedeutung. | 09247562                 |
| Direkt Bild zu diesem Denkmal hochladen         | Schneidemühle; Stuhlfabrik Ruscher Dorfchemnitz     | Dorfchemnitz, Hauptstraße 10 (Karte)          | vor 1900          | ehem. Niedermühle, Schneidemühle; Stuhlfabrik Ruscher Dorfchemnitz; Wohnhaus und Stuhlfabrik einschließlich technischer Ausstattung; ehemalige Schneidemühle mit Fabrikgebäude, später Stuhlfabrik »Hermann Ruscher«, ursprünglich kleinere holzverarbeitende Fabrik, traditionelle Putzbauten in gutem Originalzustand, baugeschichtlich von Bedeutung. | 09247561                 |
| Direkt Bild zu diesem Denkmal hochladen         | Brettmühle und Holzschleiferei Mulda                | Mulda, Saydaer Straße (Karte)                 |                   | ehem. Brettmühle Mulda am Chemnitzbach, später Holzschleiferei |                          |
| Mühlen am Zethaubach und am Helbigsdorfer Bach  |                                                     |                                               |                   | |                          |
|                                                 | Ölmühle Zethau                                      | Zethau 154 (Karte)                            |                   | ehem. Ölmühle Zethau am Zethaubach, genaue Lage unklar |                          |
| Direkt Bild zu diesem Denkmal hochladen         | Neumühle Zethau                                     | Zethau 144 (Karte)                            |                   | ehem. Neumühle Zethau am Zethaubach, genaue Lage unklar |                          |
| Direkt Bild zu diesem Denkmal hochladen         | Obermühle Zethau                                    | Zethau 96 (Karte)                             |                   | ehem. Obermühle Zethau am Zethaubach, später Sägewerk |                          |
| Direkt Bild zu diesem Denkmal hochladen         | Mittelmühle Zethau                                  | Zethau, Alte Dorfstraße 1 (Karte)             |                   | ehem. Mittelmühle Zethau am Zethaubach |                          |
| Direkt Bild zu diesem Denkmal hochladen         | Kreermühle Zethau                                   | Zethau, Am Teich (Karte)                      |                   | ehem. Kreermühle Zethau am Zethaubach, genaue Lage unklar |                          |
| Direkt Bild zu diesem Denkmal hochladen         | Ölmühle Zethau                                      | Zethau 26 (Karte)                             |                   | ehem. Ölmühle Zethau am Zethaubach |                          |
| Direkt Bild zu diesem Denkmal hochladen         | Holzmühle Zethau                                    | Zethau 16 (Karte)                             |                   | ehem. Holzmühle Zethau am Zethaubach, genaue Lage unklar |                          |
| Direkt Bild zu diesem Denkmal hochladen         | Obermühle Helbigsdorf am Dorfbach                   | Helbigsdorf, Dorfstraße 19 (Karte)            |                   | ehem. Obermühle Helbigsdorf am Helbigsdorfer Bach |                          |
| Direkt Bild zu diesem Denkmal hochladen         | Niedermühle Helbigsdorf                             | Helbigsdorf 22 (Karte)                        |                   | ehem. Niedermühle Helbigsdorf am Helbigsdorfer Bach |                          |
| Direkt Bild zu diesem Denkmal hochladen         | Richtermühle Randeck                                | Randeck                                       |                   | ehem. Richtermühle Randeck |                          |
| Mühlen am Großhartmannsdorfer Bach              |                                                     |                                               |                   | |                          |
| Direkt Bild zu diesem Denkmal hochladen         | Obermühle Großhartmannsdorf                         | Großhartmannsdorf, Hauptstraße 18a (Karte)    |                   | ehem. Obermühle Großhartmannsdorf des Mayoratsguts am Oberen Großhartmannsdorfer Teich; Mühle und Mühlentechnik; ortshistorische und technikgeschichtliche Bedeutung, seit 2019 zugehörig zur Kernzone des UNESCO-Welterbes »Montanregion Erzgebirge/Krušnohoři«. | 08991154                 |
| Direkt Bild zu diesem Denkmal hochladen         | Ölmühle Großhartmannsdorf                           | Großhartmannsdorf, Hauptstraße 97 (Karte)     | 18. Jh.           | ehem. Ölmühle Großhartmannsdorf am Großhartmannsdorfer Bach; Mühlenwohnhaus, Scheune und Seitengebäude eines Mühlenanwesens; in ihrer Struktur erhaltene Hofanlage, Relikt der alten Ortsanlage, baugeschichtlich, ortsgeschichtlich und technikgeschichtlich von Bedeutung. | 08991159                 |
| Weitere Bilder                                  | Niedere Teichmühle Großhartmannsdorf                | Großhartmannsdorf, Zehntel 56 (Karte)         | 2. Hälfte 19. Jh. | ehem. Niedere Teichmühle Großhartmannsdorf am Unteren Großhartmannsdorfer Teich; Einzeldenkmale der Sachgesamtheit Revierwasserlaufanstalt: Mühlenwohnhaus, Seitengebäude (Mühlengebäude) und Mühlgraben (Kunstgraben) einschließlich Uferstützmauern und Gewölbebrücken (siehe Sachgesamtheitsliste – Obj. 08991218); bildprägendes Ensemble am Unteren Großhartmannsdorfer Teich, im Kontext der Revierwasserlaufanstalt stehend, von technikgeschichtlicher, bergbaugeschichtlicher und ortshistorischer Bedeutung, seit 2019 zugehörig zur Kernzone und Pufferzone des UNESCO-Welterbes »Montanregion Erzgebirge/Krušnohoři«. | 08991180                 |
| Direkt Bild zu diesem Denkmal hochladen         | Mühle Müdisdorf                                     | Müdisdorf, Am Dorfbach 19 (Karte)             | um 1800           | ehem. Mühle Müdisdorf am Großhartmannsdorfer Bach; Wohnstallhaus und Scheune eines ehemaligen Mühlenanwesens; bauliche Einheit, baugeschichtlich, ortsgeschichtlich und technikgeschichtlich von Bedeutung. | 08980393                 |
| Direkt Bild zu diesem Denkmal hochladen         | Mühle Müdisdorf                                     | Müdisdorf, Neue Dorfstraße 69 (Karte)         |                   | ehem. Mühle Müdisdorf am Großhartmannsdorfer Bach |                          |
| Direkt Bild zu diesem Denkmal hochladen         | Schneidemühle Weigmannsdorf                         | Weigmannsdorf, Hauptstraße 11 (Karte)         |                   | ehem. Schneidemühle Weigmannsdorf am Großhartmannsdorfer Bach, genaue Lage unklar |                          |
| Direkt Bild zu diesem Denkmal hochladen         | Ölmühle Weigmannsdorf                               | Weigmannsdorf, Hauptstraße 17 (Karte)         |                   | ehem. Ölmühle Weigmannsdorf am Großhartmannsdorfer Bach, genaue Lage unklar |                          |
| Direkt Bild zu diesem Denkmal hochladen         | Kirchmühle Weigmannsdorf                            | Weigmannsdorf, Hauptstraße 33 (Karte)         | 2. Hälfte 19. Jh. | ehem. Kirchmühle Weigmannsdorf am Großhartmannsdorfer Bach; Wohnhaus und Seitengebäude eines ehemaligen Mühlenanwesens; von ortsgeschichtlicher und technikgeschichtlicher Bedeutung. | 08980380                 |
| Direkt Bild zu diesem Denkmal hochladen         | Mühle Weigmannsdorf                                 | Weigmannsdorf, Birkenweg (Karte)              |                   | ehem. Mühle Weigmannsdorf am Großhartmannsdorfer Bach, genaue Lage unklar |                          |
| Mühlen am Goldbach und am Münzbach              |                                                     |                                               |                   | |                          |
| Weitere Bilder                                  | Freibergsdorfer Hammer oder Löffler-Hammer Freiberg | Freiberg, Hammerweg 4 (Karte)                 | 1762              | ehem. Hammermühle, Freibergsdorfer Hammer oder Löffler-Hammer Freiberg am Goldbach; Hammerwerk mit Hammerschmiede einschließlich technischer Ausstattung, Werkstattgebäude, Hofpflasterung sowie Hammerteich einschließlich Teichdamm, Überlauf und Hammergraben; Hammerschmiede eingeschossig mit Korbbogenportal, Anbau und Satteldach, gestalterische Akzente durch Fachwerk in Giebel und Obergeschoss des Anbaus, Überlauf und Hammergraben teils unterirdisch zum Goldbach geführt, als einziger erhaltener Eisenhammer des Freiberger Reviers und einer von vier verbliebenen vergleichbaren Hammerwerken sachsenweit von Seltenheitswert, als Schauanlage mit funktionsfähiger technischer Ausstattung von besonderem Erlebnis- und Erinnerungswert, baugeschichtlich, ortsgeschichtlich und technikgeschichtlich von Bedeutung. | 09200892                 |
|                                                 | Kreuzmühle Freiberg                                 | Freiberg, Meißner Ring 22 (Karte)             | 1915              | ehem. Kreuzmühle Freiberg; Wohnhaus in offener Bebauung; im Heimatstil errichtetes repräsentatives Gebäude mit kleinem Anbau, weithin sichtbar durch die hohen ausgebauten Mansarddächer und das verbretterte Obergeschoss, besondere Akzente bewirken die verzierten und verglasten Loggien, die bemalten Brüstungsfelder und die Eingangstür, baugeschichtlich und künstlerisch bedeutsam, in dieser Form in Freiberg und darüber hinaus selten (Singularität). | 09200929                 |
|                                                 | Hornmühle Freiberg                                  | Freiberg, Hornmühlenweg 7 (Karte)             | 1563              | ehem. Hornmühle Freiberg am Münzbach; Wohnhaus in offener Bebauung; ehemaliges Gasthaus, repräsentatives Renaissancegebäude mit Krüppelwalmdach und von Sitznischenportal sowie reich verzierten Fenstergewänden belebter Schaufassade, baugeschichtlich, künstlerisch und ortsgeschichtlich bedeutend. | 09200900                 |
| Direkt Bild zu diesem Denkmal hochladen         | Mühle Loßnitz                                       | Loßnitz, Münzbachtal 114 (Karte)              |                   | ehem. Mühle Loßnitz am Münzbach, genaue Lage unklar |                          |
| Direkt Bild zu diesem Denkmal hochladen         | Loßnitzer Eisenhammer; Hadernstampfe Loßnitz        | Loßnitz, Münzbachtal 120 (Karte)              | um 1800           | ehem. Mühle sowie Eisenhammer und Hadernstampfe Loßnitz am Münzbach; Eisenhammergebäude; markantes Gebäude mit hohem, weithin sichtbarem Krüppelwalmdach, darin zwei Reihen Fledermausgaupen, baugeschichtlich, bergbaugeschichtlich, ortsgeschichtlich und landschaftsgestalterisch bedeutend. | 09200948                 |
| Direkt Bild zu diesem Denkmal hochladen         | Hofmühle Kleinwaltersdorf                           | Kleinwaltersdorf, Walterstal 92 (Karte)       | Ende 19. Jh.      | ehem. Hofmühle Kleinwaltersdorf am Kleinwaltersdorfer Bach; Mühlengebäude und Wohnstallhaus eines Mühlenanwesens; aufwändigstes Fachwerkanwesen von Kleinwaltersdorf, bau- und ortsgeschichtlich bedeutend, wichtig für das Ortsbild, zudem aus lokaler Sicht singulär. | 09201351                 |
| Mühlen am Schanzenbach                          |                                                     |                                               |                   | |                          |
|                                                 | Niedermühle Meinitz                                 | Meinitz 18 (Karte)                            |                   | ehem. Niedermühle Meinitz am Schanzenbach |                          |
|                                                 | Liebgensmühle Leisnig                               | Leisnig, An der Liebgensmühle 1 (Karte)       |                   | ehem. Liebgensmühle Leisnig am Schanzenbach |                          |
|                                                 | Kirstenmühle Brösen                                 | Brösen (Karte)                                |                   | ehem. Kirstenmühle Brösen am Schanzenbach, abgerissen (wüst), im NSG Kirstenmühle-Schanzenbachtal |                          |
| Weitere Bilder                                  | Schanzenmühle Tautendorf                            | Tautendorf18 (Karte)                          | 1558              | ehem. Schanzenmühle Brösen am Schanzenbach; Mühlenwohnhaus und Wassermühle mit technischer Ausstattung, Scheune, Mühlstein (außerhalb des gegenüberliegenden Gartens), Garten (gegenüber Nr. 18) sowie Mühlgraben (vom Schanzenbach abzweigend); alter Mühlenstandort mit vielen erhaltenen Anlagenteilen, ortsbildprägende Zeugnisse der Regionalgeschichte und der Industriegeschichte. | 08967630                 |
| Weitere Bilder                                  | Leithenmühle Brösen                                 | Brösen 38; 38b (Karte)                        | um 1700           | ehem. Leithenmühle Brösen am Schanzenbach; Mühlengrundstück mit Mühlengebäude (heute Ausflugsgaststätte), Mühlgraben und Wasserrad, Bergkeller und Stützmauer sowie umgesetzte Schule aus Klinga (heute Wohnhaus), Taubenhaus aus Röda (ehemals Dorfstraße 9); Bauensemble, teilweise singulär, von großer regionalgeschichtlicher, baugeschichtlicher und ortsbildprägender Bedeutung. | 08967629                 |
|                                                 | Zöllnermühle Skoplau                                | Skoplau (Karte)                               |                   | ehem. Zöllnermühle Skoplau am Schanzenbach, unterhalb vom Mühlteich im NSG Kirstenmühle-Schanzenbachtal |                          |
| Weitere Bilder                                  | Polkenmühle Polkenberg                              | Polkenberg, Mühlengrund 26 (Karte)            |                   | ehem. Polkenmühle am Pollkenbach, Mahlmühle der Firma Theiles Erben | Wikidata-Objekt anzeigen |

## Ausführliche Denkmaltexte
1. ↑  
Die erste urkundliche Erwähnung der Mühle stammt aus dem Jahr 1707. Im selben Jahr kaufte Herr George Bräuer aus Deutschneudorf die Mahlmühle mit einem Gang samt vorhandenem Mühlengerät von Wolf Rudolph von Schönberg auf Purschenstein und Sayda. Später ging die Mühle an Christian Friedrich Fritzsche über, der sie 1807 an Karl August Fritzsche verkaufte. Nach weiteren Besitzerwechseln erwarb Oswald Emil Schlesier im Jahr 1896 die Mühle und ließ 1932 ein oberschlächtiges Wasserrad mit 5,50 m und einer Schaufelbreite von 0,80 m einbauen. Die Radstube befindet sich an der hinteren Traufseite des über L-förmigem Grundriss errichteten Mühlenwohnhauses. Der nachfolgende Besitzer Paul Albin Schlesier wechselte das Wasserrad bereits 1950 aus. Bis 1954 wurde in der Mühle vorrangig Mehl gemahlen, später gewann die Futtermittelherstellung an Bedeutung. Von 1960 bis 1988 betrieb die LPG "Heimaterde" die Mühle der Familie Schlesier. Das 1968 demontierte Wasserrad ersetzte nunmehr ein Elektromotor. Die völlige Einstellung des Mühlenbetriebs erfolgte im Jahr 1996, im Zuge dessen, und auch schon in den Jahren zuvor, wurde die gesamte Mühlentechnik entfernt. 
Dem über L-förmigem Grundriss errichteten Gebäude lässt sich kein genaues Baujahr zuordnen, auf Grund der Mauerstärke von bis zu 1,20 m im Erdgeschoss des Wohnbereiches kann man eine Entstehungszeit aus der Zeit vor dem 30-jährigen Krieg vermuten. Der nicht unterkellerte, zweigeschossige massive Putzbau besteht im Erdgeschoss aus Feldstein- und im Obergeschoss aus Ziegelmauerwerk. Im nördlichen Bereich des Gebäudes befindet sich der Wohnteil. Das nördliche Giebeldreieck ist mit Eternitschindeln verkleidet, das Fachwerk des südlichen Giebeldreiecks ist verbrettert. Im winkligen Anbau, der auch einen Stallteil im Erdgeschoss besitzt, wurde das Getreide gemahlen. Das weitgehend original erhaltene Gebäude besitzt ein steiles Satteldach. Der Denkmalwert des Mühlenenwohnhauses ergibt sich aus seiner hohen baugeschichtlichen und ortsgeschichtlichen Bedeutung.

## Landkarten-Archiv
- Messtischblatt 443 Dippoldiswalde (1910) (abgerufen am 24. Juli 2025)
- Messtischblatt 416 Döbeln (1910) (abgerufen am 24. Juli 2025)